# Børre Meinseth
Børre Meinseth (Ulsteinvik, 24 novembre 1966) è un ex calciatore norvegese, di ruolo difensore.

## Carriera

### Club
Meinseth vestì la maglia dello Hødd, prima di passare al Bryne. Fu poi messo sotto contratto dal Viking, con cui vinse il campionato 1991. Debuttò con questa casacca proprio in quella stagione, in data 28 aprile 1991, quando fu impiegato come titolare nel successo per 5-2 sullo Strømsgodset (segnando anche una rete nell'incontro). Si trasferì in seguito agli olandesi dello Heerenveen, dove rimase fino al 1998.

### Nazionale
Meinseth conta 4 presenze per la Norvegia under 21. Esordì il 3 giugno 1986, nel pareggio per 3-3 contro la Romania under 21. Disputò anche 8 incontri per la Nazionale maggiore, primo dei quali datato 12 agosto 1987, sostituendo Jan Berg nel pareggio a reti inviolate contro la Svezia.